# 하무로 요리코
하무로 요리코(일본어: 葉室 頼子 はむら よりこ[*], 1773년 (안에이 2년) - 1846년 2월 11일 (고카 3년 1월 16일))는 고카쿠 천황의 텐지이다. 아버지는 곤다이나곤 하무로 요리히로이다. 법호는 코쥰인(厚淳院)이다.

## 생애
고카쿠 천황의 텐지이며, 아야히토 친왕(礼仁親王), 타카노미야(俊宮), 노부노미야(能布宮) 등 2남 1녀를 낳았지만, 모두 요절하였다. 후에 민부쿄 텐지(民部卿典侍)로 칭하며, 고카쿠 천황의 양자인 쇼신 법친왕과 손호 법친왕의 양모가 되었다.
1846년 2월 11일 (고카 3년 1월 16일) 74세의 나이로 사망했다. 법호는 코쥰인(厚淳院)이다.